# Hypena laysanensis
Hypena laysanensis är en fjärilsart som beskrevs av Otto Herman Swezey 1914. Hypena laysanensis ingår i släktet Hypena och familjen nattflyn. IUCN kategoriserar arten globalt som utdöd. Inga underarter finns listade i Catalogue of Life.